# Burón (kommun)
Burón är en kommun i Spanien.   Den ligger i provinsen Provincia de León och regionen Kastilien och Leon, i den norra delen av landet, 300 km norr om huvudstaden Madrid. Antalet invånare är 356. Arean är 158 kvadratkilometer. Burón gränsar till Oseja de Sajambre, Posada de Valdeón, Boca de Huérgano, Riaño, Acebedo, Maraña och Ponga. 
Terrängen i Burón är kuperad åt sydost, men åt nordväst är den bergig.